# Joseph R. Knowland
Joseph Russell Knowland (ur. 5 sierpnia 1873 w Alameda, zm. 1 lutego 1966 w Piedmont) – amerykański polityk, członek Partii Republikańskiej.

## Działalność polityczna
Od 1898 do 1902 zasiadał w Zgromadzeniu Stanowym Kalifornii, a następnie do 1904 w Senacie stanu Kalifornia. W okresie od 8 listopada 1904 do 3 marca 1913 przez pięć kadencji był przedstawicielem 3. okręgu, a następnie do 3 marca 1915 przez jedną kadencję był przedstawicielem 6. okręgu wyborczego w stanie Kalifornia w Izbie Reprezentantów Stanów Zjednoczonych.
Jego synem był William Knowland.